# Gordon Whistler Arnaud Painter
Gordon Whistler Arnaud Painter, britanski general, * 24. februar 1893, † 28. september 1960.